# Landkreis Nordsachsen
Landkreis Nordsachsen is een Landkreis in de deelstaat Saksen. Het ontstond tijdens de herindeling van Saksen in 2008 uit de voormalige Landkreisen Delitzsch en Torgau-Oschatz.
De Landkreis telt 197.444 inwoners (31 december 2020) op een oppervlakte van 2.020,08 km². De hoofdplaats is Torgau (zie luchtfoto).

## Steden en gemeenten
(Stand: 31 december 2020)
| Steden 1. Bad Düben (7.833) 2. Belgern-Schildau (7.647) 3. Dahlen (4.189) 4. Delitzsch, Große Kreisstadt (24.755) 5. Dommitzsch (2.426) 6. Eilenburg, Große Kreisstadt (15.662) 7. Mügeln (5.855) 8. Oschatz, Große Kreisstadt (13.917) 9. Schkeuditz, Große Kreisstadt (18.287) 10. Taucha (15.709) 11. Torgau, Große Kreisstadt (19.768) | Gemeenten 1. Arzberg (1.874) 2. Beilrode (4.122) 3. Cavertitz (2.207) 4. Doberschütz (4.082) 5. Dreiheide (2.118) 6. Elsnig (1.385) 7. Jesewitz (3.090) 8. Krostitz (4.096) 9. Laußig (3.620) 10. Liebschützberg (2.958) 11. Löbnitz (2.088) | 1. Mockrehna (4.976) 2. Naundorf (2.224) 3. Rackwitz (5.317) 4. Schönwölkau (2.597) 5. Trossin (1.246) 6. Wermsdorf (5.218) 7. Wiedemar (5.306) 8. Zschepplin (2.872) |

Verwaltungsgemeinschaften en Verwaltungsverbanden
1. Verwaltungsgemeinschaft Beilrode met de deelnemende gemeenten Arzberg en Beilrode
2. Verwaltungsgemeinschaft Dommitzsch met de deelnemende gemeenten Dommitzsch, Elsnig en Trossin
3. Verwaltungsgemeinschaft Torgau met de deelnemende gemeenten Torgau en Dreiheide
4. Verwaltungsgemeinschaft Krostitz met de deelnemende gemeenten Krostitz en Schönwölkau
5. Verwaltungsverband Eilenburg-West (zetel Eilenburg) met de deelnemende gemeentenn Jesewitz en Zschepplin

Arzberg ·
Bad Düben ·
Beilrode ·
Belgern-Schildau ·
Cavertitz ·
Dahlen ·
Delitzsch ·
Doberschütz ·
Dommitzsch ·
Dreiheide ·
Eilenburg ·
Elsnig ·
Jesewitz ·
Krostitz ·
Laußig ·
Liebschützberg ·
Löbnitz ·
Mockrehna ·
Mügeln · 
Naundorf ·
Oschatz ·
Rackwitz ·
Schkeuditz ·
Schönwölkau ·
Taucha ·
Torgau ·
Trossin ·
Wermsdorf ·
Wiedemar ·
Zschepplin